# Winter-Paralympics 1988/Ski Alpin
Bei den IV. Winter-Paralympics wurden zwischen dem 17. und 24. Januar 1988 in Mutters 44 Wettbewerbe im Alpinen Skisport ausgetragen. Die Alpine Kombination wurde aus dem Programm gestrichen.

## Medaillenspiegel
| Platz | Land               | Goldmedaille | Silbermedaille | Bronzemedaille | Gesamt |
| ----- | ------------------ | ------------ | -------------- | -------------- | ------ |
| 1     | Österreich         | 15           | 4              | 8              | 27     |
| 2     | BR Deutschland     | 7            | 5              | 5              | 17     |
| 3     | Vereinigte Staaten | 6            | 17             | 5              | 28     |
| 4     | Schweiz            | 5            | 4              | 5              | 14     |
| 5     | Frankreich         | 3            | 4              | 2              | 9      |
| 6     | Italien            | 2            | –              | 4              | 6      |
| 7     | Norwegen           | 2            | –              | –              | 2      |
| 8     | Schweden           | 1            | 4              | 2              | 7      |
| 9     | Kanada             | 1            | 3              | 4              | 8      |
| 10    | Spanien            | 1            | –              | 1              | 2      |
| 11    | Neuseeland         | –            | 1              | –              | 1      |
| 12    | Polen              | –            | –              | 3              | 3      |
| 13    | Japan              | –            | –              | 2              | 2      |

## Klassifizierungen
| Klasse | Einstufungen |
| ------ | --- |
| LW1    | Stehend, Eine Beeinträchtigung in beiden Beinen                                                                   |
| LW2    | Stehend, Eine Beinamputation oberhalb des Knies                                                                   |
| LW3    | Stehend, Beidseitige Beinamputation, leichte Zerebralparese oder ähnliche Einschränkungen                         |
| LW4    | Stehend, Eine Beinamputation unterhalb des Knies                                                                  |
| LW5/7  | Stehend, Beidseitige Armamputation                                                                                |
| LW6/8  | Stehend, Eine Armamputation                                                                                       |
| LW9    | Stehend, Eine Arm- und eine Beinamputation bzw. eine Beeinträchtigung in einem Arm und einem Bein                 |
| LW10   | Sitzend, Querschnittlähmung mit keiner oder nur eingeschränkter Oberbauchfunktion und fehlendem Sitzgleichgewicht |
| B1     | Sehbehindert, kein Restsehvermögen                                                                                |
| B2     | Sehbehindert, zwischen 3 und 5 % Restsehvermögen                                                                  |
| B3     | Sehbehindert, unter 10 % Restsehvermügen                                                                          |

## Frauen

### LW2
| Disziplin    | Gold         | Silber            | Bronze            |
| ------------ | ------------ | ----------------- | ----------------- |
| Abfahrt      | Diana Golden | Martha Hill       | Annemie Schneider |
| Riesenslalom | Diana Golden | Annemie Schneider | Virginie Lopez    |
| Slalom       | Lynda Chyzyk | Martha Hill       | Virginie Lopez    |

### LW4
| Disziplin    | Gold            | Silber         | Bronze           |
| ------------ | --------------- | -------------- | ---------------- |
| Abfahrt      | Reinhild Möller | Lana Jo Chapin | Lana Spreeman    |
| Riesenslalom | Reinhild Möller | Lana Jo Chapin | Beatrice Berthet |
| Slalom       | Reinhild Möller | Lana Spreeman  | Beatrice Berthet |

### LW6/8
| Disziplin    | Gold                | Silber          | Bronze         |
| ------------ | ------------------- | --------------- | -------------- |
| Abfahrt      | Martina Altenberger | Nancy Gustafson | Gunilla Ahren  |
| Riesenslalom | Martina Altenberger | Kathy Pitcher   | Eszbieta Dadok |
| Slalom       | Martina Altenberger | Gunilla Ahren   | Eszbieta Dadok |

### LW10
| Disziplin    | Gold                | Silber           | Bronze      |
| ------------ | ------------------- | ---------------- | ----------- |
| Riesenslalom | Francoise Jacquerod | Marilyn Hamilton | Emiko Ikeda |
| Slalom       | Francoise Jacquerod | —                | —           |

### B1
| Disziplin    | Gold              | Silber     | Bronze            |
| ------------ | ----------------- | ---------- | ----------------- |
| Abfahrt      | Susanna Herrera   | Cara Dunne | Carmela Cantisani |
| Riesenslalom | Elisabeth Maxwald | Cara Dunne | Susanna Herrera   |

### B2
| Disziplin    | Gold              | Silber             | Bronze             |
| ------------ | ----------------- | ------------------ | ------------------ |
| Abfahrt      | Elisabeth Kellner | Edith Hölzl        | Gabriele Berghofer |
| Riesenslalom | Elisabeth Kellner | Gabriele Berghofer | Edith Hölzl        |

## Männer

### LW1
| Disziplin    | Gold         | Silber       | Bronze           |
| ------------ | ------------ | ------------ | ---------------- |
| Abfahrt      | Dan Ashbaugh | Mark Godfrey | Stephen Ellefson |
| Riesenslalom | Dan Ashbaugh | Mark Godfrey | Tsutomu Mino     |
| Slalom       | Dan Ashbaugh | Mark Godfrey | —                |

### LW2
| Disziplin    | Gold            | Silber        | Bronze           |
| ------------ | --------------- | ------------- | ---------------- |
| Abfahrt      | Fritz Berger    | Greg Mannino  | Michael Hipp     |
| Riesenslalom | Alexander Spitz | Greg Mannino  | Rainer Bergmann  |
| Slalom       | Alexander Spitz | David Jamison | Michel Duranceau |

### LW3
| Disziplin    | Gold            | Silber          | Bronze           |
| ------------ | --------------- | --------------- | ---------------- |
| Abfahrt      | Bernard Baudean | Gerhard Langer  | Franciszek Tracz |
| Riesenslalom | Paul Dibello    | Bernard Baudean | Gerhard Langer   |
| Slalom       | —               | —               | —                |

Im Herrenslalom der Klasse LW3 erreichte keiner der gestarteten Athleten das Ziel.

### LW4
| Disziplin    | Gold             | Silber          | Bronze    |
| ------------ | ---------------- | --------------- | --------- |
| Abfahrt      | Paul Fournier    | Hans Burn       | Rik Heid  |
| Riesenslalom | Josef Meusburger | Markus Ramsauer | Hans Burn |
| Slalom       | Paul Fournier    | Patrick Cooper  | Rik Heid  |

### LW5/7
| Disziplin    | Gold               | Silber         | Bronze         |
| ------------ | ------------------ | -------------- | -------------- |
| Abfahrt      | Cato Zahl Pedersen | Kip Roth       | Lars Lundström |
| Riesenslalom | Cato Zahl Pedersen | Lars Lundström | Matthias Berg  |
| Slalom       | Lars Lundström     | Kip Roth       | Matthias Berg  |

### LW6/8
| Disziplin    | Gold                | Silber           | Bronze           |
| ------------ | ------------------- | ---------------- | ---------------- |
| Abfahrt      | Markus Pfefferle    | Paul Neukomm     | Meinhard Tatschl |
| Riesenslalom | Meinhard Tatschl    | Markus Pfefferle | Paul Neukomm     |
| Slalom       | Dietmar Schweninger | Markus Pfefferle | Meinhard Tatschl |

### LW9
| Disziplin    | Gold              | Silber            | Bronze           |
| ------------ | ----------------- | ----------------- | ---------------- |
| Abfahrt      | Eberhard Seischab | Tristan Mouric    | Robert Stroshine |
| Riesenslalom | Tristan Mouric    | Eberhard Seischab | Robert Stroshine |
| Slalom       | Tristan Mouric    | Eberhard Seischab | Don Garcia       |

### LW10
| Disziplin    | Gold          | Silber        | Bronze          |
| ------------ | ------------- | ------------- | --------------- |
| Riesenslalom | Paul Bluschke | Jacques Blanc | Hermann Kollau  |
| Slalom       | Paul Bluschke | Jacques Blanc | Peter Wiedemann |

### B1
| Disziplin    | Gold               | Silber      | Bronze       |
| ------------ | ------------------ | ----------- | ------------ |
| Abfahrt      | Franz Griessbacher | Mats Linder | Willi Hohm   |
| Riesenslalom | Franz Griessbacher | Mats Linder | John Houston |

### B2
| Disziplin    | Gold           | Silber        | Bronze            |
| ------------ | -------------- | ------------- | ----------------- |
| Abfahrt      | Odo Haberrmann | Stephane Saas | Antonio Marziali  |
| Riesenslalom | Odo Haberrmann | Stephane Saas | Gerhard Pscheider |

### B3
| Disziplin    | Gold             | Silber     | Bronze          |
| ------------ | ---------------- | ---------- | --------------- |
| Abfahrt      | Bruno Oberhammer | Uli Rompel | Josef Erlacher  |
| Riesenslalom | Bruno Oberhammer | Uli Rompel | Manfred Perfler |